# Estació de Gandia
L'estació intermodal de Gandia d'Adif està situada al nord del nucli urbà de la capital de la comarca de la Safor. Aquesta disposa de serveis de la línia C-1 de Rodalies València de Renfe, i funciona d'intercanviador amb l'estació d'autobusos integrada dins de la de ferrocarril.
L'estació consta de 2 nivells. Al primer hi les finestretes i diferents botigues destacant la cafeteria, i al nivell inferior hi ha les andanes que tenen un total de 2 vies.

## Serveis Ferroviaris

### Rodalies València
| Procedència/Destinació | <      | Línia | >        | Procedència/Destinació |
| ---------------------- | ------ | ----- | -------- | ---------------------- |
| València-Nord          | Xeraco | C-1   | terminal | terminal               |